# Championnat d'Uruguay de rugby à XV 2013
Navigation
Primera División 2012 Primera División 2014
Le championnat d'Uruguay de rugby à XV 2013 appelé Primera División 2013 est une compétition de rugby à XV qui oppose les neuf meilleurs des clubs uruguayens. La compétition commence le 14 avril 2013 et se termine le 30 septembre 2013.
Une phase finale recueille les quatre meilleurs clubs pour des demi-finales et une finale.

## Les clubs de l'édition 2013
Les neuf équipes de la Primera División 2013 sont :
| - Carrasco Polo Club - Club Champagnat Rugby - Los Cuervos Rugby - Montevideo Cricket Club - Old Boys & Old Girls Club | - Old Christians Club - Pucaru Stade Gaulois - Trébol Rugby Club - Lobos Rugby |

## Phase régulière

### Classement
| Rang | Club                | J  | V  | N | D  | Bo | Bd | Pm | Pe | Diff | Pts |
| ---- | ------------------- | -- | -- | - | -- | -- | -- | -- | -- | ---- | --- |
| 1    | Old Boys Club       | 16 | 13 | 0 | 3  | 10 | 3  | 0  | 0  | 0    | 65  |
| 2    | Old Christians Club | 16 | 13 | 0 | 3  | 7  | 2  | 0  | 0  | 0    | 61  |
| 3    | Carrasco Polo (T)   | 16 | 12 | 0 | 4  | 7  | 3  | 0  | 0  | 0    | 58  |
| 4    | Los Cuervos         | 16 | 12 | 0 | 4  | 5  | 4  | 0  | 0  | 0    | 57  |
| 5    | Trébol              | 16 | 7  | 1 | 8  | 6  | 5  | 0  | 0  | 0    | 41  |
| 6    | PSG                 | 16 | 6  | 0 | 10 | 3  | 2  | 0  | 0  | 0    | 29  |
| 7    | MVCC                | 16 | 5  | 1 | 10 | 2  | 3  | 0  | 0  | 0    | 27  |
| 8    | Champagnat          | 15 | 3  | 0 | 12 | 1  | 2  | 0  | 0  | 0    | 15  |
| 9    | Lobos               | 16 | 0  | 0 | 16 | 0  | 3  | 0  | 0  | 0    | 3   |

|  | Qualifiés pour les demi-finales (no 1, no 2)                 |
|  | Qualifiés pour les quarts de finale (no 3, no 4, no 5, no 6) |
|  | T : tenant du titre 2012                                     |

Attribution des points : victoire sur tapis vert : 5, victoire : 4, match nul : 2, défaite : 0, forfait : -2 ; plus les bonus (offensif : 4 essais marqués ; défensif : défaite par 7 points d'écart ou moins).

### Phase finale
|  | Quarts de finale         | Quarts de finale        |                    |                   | Demi-finales      | Demi-finales      |  |  | Finale            | Finale            |
|  | Quarts de finale         | Quarts de finale        |                    |                   | Demi-finales      | Demi-finales      |  |  | Finale            | Finale            |
|  |                          |                         |                    |                   |                   |                   |  |  |                   |                   |
|  | 15 septembre 2013        | 15 septembre 2013       |                    |                   | 22 septembre 2013 | 22 septembre 2013 |  |  | 29 septembre 2013 | 29 septembre 2013 |
|  | 15 septembre 2013        | 15 septembre 2013       |                    |                   | 22 septembre 2013 | 22 septembre 2013 |  |  | 29 septembre 2013 | 29 septembre 2013 |
|  | 15 septembre 2013        | 15 septembre 2013       | [1] Old Boys Club  | 14                |                   |                   |  |  | 29 septembre 2013 | 29 septembre 2013 |
|  | [3] Carrasco Polo Club   | 13                      | [1] Old Boys Club  | 14                |                   |                   |  |  | 29 septembre 2013 | 29 septembre 2013 |
|  | [3] Carrasco Polo Club   | 13                      | Carrasco Polo Club | 10                |                   |                   |  |  | 29 septembre 2013 | 29 septembre 2013 |
|  | [6] Pucaru Stade Gaulois | 12                      | Carrasco Polo Club | 10                |                   |                   |  |  | 29 septembre 2013 | 29 septembre 2013 |
|  | [6] Pucaru Stade Gaulois | 12                      | 22 septembre 2013  | 22 septembre 2013 | Old Boys Club     | 20                |  |  |                   |                   |
|  | 15 septembre 2013        |                         | 22 septembre 2013  | 22 septembre 2013 | Old Boys Club     | 20                |  |  |                   |                   |
|  |                          | Old Christians Club     | 22 septembre 2013  | 22 septembre 2013 | 12                |                   |  |  |                   |                   |
|  | [4] Los Cuervos Rugby    | Old Christians Club     | 22 septembre 2013  | 22 septembre 2013 | 12                | 21                |  |  |                   |                   |
|  | [4] Los Cuervos Rugby    | [2] Old Christians Club | 29                 |                   |                   | 21                |  |  |                   |                   |
|  | [5] Trébol Rugby Club    | [2] Old Christians Club | 29                 | 20                |                   |                   |  |  |                   |                   |
|  | [5] Trébol Rugby Club    | Los Cuervos Rugby       | 12                 | 20                |                   |                   |  |  |                   |                   |
|  |                          | Los Cuervos Rugby       | 12                 |                   |                   |                   |  |  |                   |                   |

## Résultats détaillés

### Phase régulière
L'équipe qui reçoit est indiquée dans la colonne de gauche.
| Clubs          | OCC   | PSG   | C. Polo | Old Boys | Trébol | Cuervos | MVCC  | Champ. | Lobos |
| -------------- | ----- | ----- | ------- | -------- | ------ | ------- | ----- | ------ | ----- |
| Old Christians |       | 32-0  | 16-13   | 10-26    |        | 10-14   | 46-5  | 24-23  | 76-0  |
| PSG            | 5-32  |       | 17-54   | 9-33     | 12-10  | 13-12   | 48-14 | 18-5   | 34-10 |
| Carrasco Polo  | 23-24 | 82-0  |         | 22-16    | 35-24  | 11-19   | 68-8  | 52-10  | 92-0  |
| Old Boys       | 23-22 | 29-13 | 24-22   |          | 39-15  | 12-17   | 47-3  | 10-0   | 94-6  |
| Trébol         | 17-26 | 60-10 | 17-23   | 32-33    |        | 17-12   | 15-15 | 24-0   | 50-5  |
| Los Cuervos    | 11-16 | 19-12 | 12-17   | 16-13    | 12-9   |         | 35-12 | 48-3   | 57-10 |
| MVCC           | 8-15  | 27-25 | 0-22    | 17-19    | 19-28  | 12-18   |       | 15-18  | 29-28 |
| Champagnat     | 3-34  | 17-6  | 7-21    | 10-48    | 8-49   | 14-49   | 5-17  |        | 36-14 |
| Lobos          | 0-45  | 16-26 | 0-88    | 5-33     | 16-22  | 10-35   | 6-8   | 7-18   |       |

|  | Victoire à domicile |  | Match nul |  | Défaite à domicile |

### Phase finale

#### Quarts de finale
| 15 septembre 2013 | Carrasco Polo Club | 13 - 12 | Pucaru Stade Gaulois |  |
| 15 septembre 2013 |                    |         |                      |  |
| 15 septembre 2013 |                    |         |                      |  |

| 15 septembre 2013 | Los Cuervos Rugby | 21 - 20 | Trébol Rugby Club |  |
| 15 septembre 2013 |                   |         |                   |  |
| 15 septembre 2013 |                   |         |                   |  |

#### Demi-finales
| 22 septembre 2013 | Old Boys Club | 29 - 12 | Carrasco Polo Club |  |
| 22 septembre 2013 |               |         |                    |  |
| 22 septembre 2013 |               |         |                    |  |

| 22 septembre 2013 | Old Christians Club | 14 - 10 | Los Cuervos Rugby |  |
| 22 septembre 2013 |                     |         |                   |  |
| 22 septembre 2013 |                     |         |                   |  |

#### Finale
| 29 septembre 2013 | Old Boys Club | 20 - 12 | Old Christians Club | Estadio Charrúa, Montevideo |
| 29 septembre 2013 |               |         |                     | Estadio Charrúa, Montevideo |
| 29 septembre 2013 |               |         |                     | Estadio Charrúa, Montevideo |